# Teresa Latuszewska-Syrda
Teresa Maria Latuszewska-Syrda z d. Latuszewska, także Teresa Maria Grenda (ur. 16 września 1954) – prezes Fundacji Urban Forms, aktorka, działaczka kulturalna.

## Życiorys
Latuszewska-Syrda jest absolwentką filologii polskiej na Uniwersytecie Łódzkim. Przez lata była aktorką teatru Teatru 77 i Teatru Studyjnego w Łodzi, Teatru Lalek „Pinokio”, Teatru Polskiego w Poznaniu, a także prowadziła firmę organizującą imprezy i zajmowała się reklamą. W latach 2006–2007 była organizatorką polskiej edycji międzynarodowego festiwalu graffiti Meeting of Styles. W 2008 stworzyła pomysł i zorganizowała festiwal graffiti pn. Outline Colour Festival i założyła Fundację Wspierania Sztuki Ulicy Outline (późn. Fundacja Urban Forms), której została prezeską. W ramach fundacji realizuje koncepcje umieszczania na ścianach kamienic w Łodzi wielkoformatowych murali. Od 2010 tworzy Galerię Urban Forms.
Jest inicjatorką badań dotyczących odbioru murali przez mieszkańców Łodzi, opublikowanych w publikacji naukowej „Doświadczenie sztuki w przestrzeni miejskiej. Galeria Urban Forms 2011-2013” autorstwa Agnieszki Gralińskiej-Toborek i Wioletty Kazimierskiej-Jerzyk. Ponadto jest inicjatorką organizacji w Łodzi międzynarodowej konferencji naukowej „Aesthetic Energy of the City” (2014, 2016 i 2018) oraz Inicjatorką międzynarodowej konferencji naukowej „Aesthetic Energy of the City” (Łódź, 2014, 2016 i 2018). Jest członkinią Rady Interesariuszy Zewnętrznych Wydziału Filozoficzno-Historycznego Uniwersytetu Łódzkiego (od 2019: pod nazwą Rada Partnerów Wydziału Filozoficzno-Historycznego Uniwersytetu Łódzkiego) oraz Rady Programowej kierunku kulturoznawstwo na Akademii Humanistyczno-Ekonomicznej w Łodzi. W latach 2017–2018 była kuratorem sztuk wizualnych w ramach Festiwalu Łódź Czterech Kultur w Łodzi.

## Publikacje
- „Street Art Decade. Urban Forms Gallery 2009–2019” (2020)[7]

## Wyróżnienia
- Medal „W służbie społeczeństwu i Nauce” (2015) przyznany przez Senat Uniwersytetu Łódzkiego[10],
- Tytuł „Wielki Kreator Kultury 2015” przyznany przez Narodowe Centrum Kultury oraz „Dziennik Łódzki”[7][11],
- Nominacja do Nagrody Architektonicznej „Polityki” (2017)[12].